# مايك جونسون (لاعب كرة قدم أمريكية أمريكي)
مايك جونسون (بالإنجليزية: Mike Johnson)‏ هو لاعب كرة قدم أمريكية أمريكي، ولد في 7 أكتوبر 1943 في دنفر في الولايات المتحدة.

## وصلات خارجية
- مايك جونسون على موقع مرجع كرة القدم المحترفة.كوم (الإنجليزية)